# Run For Money 〜逃走ごっこ〜
『Run For Money 〜逃走ごっこ〜 （ランフォーマネー とうそうごっこ） 』は、UUUMが開発しLiTMUSより配信されていたスマートフォン向けゲームアプリ。2022年4月1日サービス開始。基本プレイ無料（アイテム課金制）。
UUUM制作のアプリゲーム『脱獄ごっこ』とフジテレビのバラエティ番組『逃走中』のコラボレーションによる、非対称型オンラインマルチアクション対戦ゲーム。『脱獄ごっこ』と同様にLiTMUSがプロデュース・運営を務める。
2025年7月31日をもってサービスを終了した。

## ゲームシステム
プレイヤーは、ハンターとランナーに分かれ、ハンターは逃走者全員の確保、逃走者はワールドから風船の中にある鍵を見つけて脱出することを目指す。参加は経過時間や確保した人数、ミッションなどに応じて報酬を得られる。

## ルール
- 複数のプレイヤーから、ランダムでランナーとハンターに分かれる。
- プレイヤーは参加時間やその試合の貢献度[注 1]に応じて報酬を獲得できる。
- ワールドにはアイテムが落ちていて、ランナーもハンターも使える。
- またゲーム中にはミッションが発生し、成功すると報酬が増え、失敗するとハンターが増えるミッションもある。

## モード

### 逃走ごっこ
- ゲームはランナー4人、ハンター1人に分かれて進行する。
- 鍵は10個ある。
- ランナーは時間内に鍵を全員で集め、開いたゴールに入ったプレイヤーのみ勝ちとなる。
- ハンターは時間内にランナーを全員倒すと勝ちとなる。

### スクランブル
- ゲームはランナー6人、ハンター2人に分かれて進行する。
- 鍵は15個ある。
- ランナーは時間内に鍵を全員で集め、開いたゴールに入ったプレイヤーのみ勝ちとなる。
- ハンターは時間内にランナーを全員倒すと勝ちとなる。
- このモードのみ、ハンターのみ取れるアイテムがある。
- だが現在はマッチングの関係でプレイすることができない

### ロワイヤル
- ゲームはランナー5人で進行する。ハンターはない(自動的にAIハンターが追加される)。
- 鍵は15個ある。
- プレイヤーは時間内に鍵を10個以上集め、ゴールに入ると勝ちとなる。
- ゴールは鍵を10個以上持っているプレイヤーのみ入れる。
- ランナー同士で攻撃し倒せば鍵を奪うことができる

### カジュアル
- ゲームはランナー3人、ハンター1人に分かれて進行する。(自動的にAIハンターが追加される)。
- 鍵はなし。
- プレイヤーは3分間逃げ切ることで勝ちとなる。
- ハンターは3分間以内にランナーを全員倒すと勝ちとなる。
- このモードに関して全マップの3分の1から　4分の1のミニマップで行われる。
- また、レトロ・パンク・シティ改以外サーチータワー、ドローンタワーがない。
- しかし現在はスクランブル同様マッチングの関係でプレイすることができない

## 沿革
- 2022年
  - 3月4日 - 「逃走ごっこ-Run For Money」発表、事前登録開始
  - 4月1日 - 提供開始、シーズン1開始
  - 5月14日 - 新モードの｢スクランブル｣、｢統合ランキング｣が実装
  - 10月1日 - シーズン3、ハーフアニバーサリーイベント開始
- 2023年
  - 7月1日 - 運営体制変更、ゲーム内UIも一新
  - 10月1日 - 「ミッション」機能追加
- 2024年
  - 4月1日 - 2周年イベント開始、100万ダウンロード突破
- 2025年
  - 6月19日 - サービス終了を発表
  - 7月31日 - 同日15時をもってサービスを終了予定